# Heiko Ruprecht
Heiko Ruprecht, nemški gledališki, filmski in televizijski igralec, * 30. marec 1972, Friedrichshafen, Nemčija.

## Življenje

### Izobraževanje in gledališče
Heiko Ruprecht se je rodil 30. marca 1972 v Friedrichshafnu na jugu Nemčije. Odraščal je v kraju Lindau ob Bodenskem jezeru. Med letoma 1993 in 1996 se je šolal za igralca na salzburškem Mozarteumu.
Leta 1997 je dobil prvo vlogo v mestnem gledališču v Ulmu, kjer je igral naslovno vlogo Claviga (sezona 1998/99), vojvode Orsina v Was ihr wollt (sezona 1997/98), študenta Trofimowa v Der Kirschgarten (sezona 1998), odvetnika in moža Torvalda Helmerja v predstavi Nora (sezona 1998/99), Goldberga v Goldberg-Variationen avtorja Georgea Taborisa (sezona 1997/98) in Wilhelma v drami Roberta Wilsona Črni jezdec (sezona 1997/98).
Z začetkom sezone 1999/2000 se je Ruprecht angažiral v gledališču Kammerspiele v Münchnu. Nastopil je kot Guiderius v drami Williama Shakespearja Cymbeline v produkciji Dieterja Dorna. Prevzel je tudi dve vlogi v dramah Theresie Walser – v njeni predstavi King Kongs Töchter je bil pustolovec Rolfi. Leta 2000 je nastopil tudi v svetovni premieri So wild ist es in unseren Wäldern schon lange nicht mehr. V sezoni 2001/02 se je preselil v Bavarsko deželno gledališče, katerega stalni član je ostal do leta 2005. Tu je nastopil kot Lorenzo v Beneškem trgovcu (2005-2008, režiser Dieter Dorn) in kot Karl v Der Bauer als Millionär (režiser Franz Xaver Kroetz).
Leta 2005 se je predstavil v naslovni vlogi Fausta na festivalu na gradu Heidelberg. Med letoma 2006 in 2007 je v Deželnem gledališču Karlsruhe nastopil v naslovni vlogi Shakespearjeve tragedije Rihard III. Na festivalu v Luisenburgu julija in avgusta 2007 je nastopal kot vojvoda buckinghamski v Treh mušketirjih. Istega leta je prevzel tudi vlogo vojvode Albrechta v priljubljeni drami Carla Orffa Die Bernauerin.
Leta 2008 je nastopal v gledališču Essen v vlogi Aarona v predstavi Anatomie Titus Fall of Rome, ki jo je napisal Heiner Müller. Leta 2010 se je tam pojavil tudi v odrski uprizoritvi romana Transit, ki ga je napisala Anne Seghers. Predstavil se je v vlogi emigranta Seidlerja, ki sedi pred kosom pice in kozarcem vina ter začne pripovedovati zgodbo za nazaj.
Večkrat je nastopil tudi v Mestnem gledališču Fürth, na primer v predstavah Mass für Mass (april/junij 2013, vloga Lucia), Ein Volksfeind (januar 2014) in Die kleinen Füchse (januar 2015). Od marca do maja 2017 je Ruprecht igral skupaj z Isabel Varell v predstavi za dve osebi Die Nacht – oder nie! v komediji na Marquardtu v Stuttgartu. Julija/avgusta 2017 je to produkcijo izvedel tudi v gledališču Heilbronn. Julija/avgusta 2019 je v tej produkciji nastopil še na odru komedije v Bayerischer Hofu v Münchnu.

### Film in televizija
Ruprecht je prve izkušnje pred kamero dobil leta 1997, ko je še nastopal v gledališču. Tega leta se je pojavil kot žrtev umora Stefan v seriji Sophie – Schlauer als die Polizei erlaubt. Sledile so manjše vloge v serijah Derrick (1997), nato pa malo večje v serijah Gozdarska hiša Falkenau (2005) in Die Rosenheim Cops (2006).
Od leta 2008 nastopa v stalni vodilni vlogi Hansa Gruberja, brata gorskega zdravnika dr. Martina Gruberja v televizijski seriji hiše ZDF Gorski zdravnik.
ZDF je Ruprechta leta 2010 angažiral za vlogo učitelja Stefana Brennerja v televizijski seriji Liebe, Babys und Familienglück. Marca 2012 je v javnost prišel televizijski film Sprung ins Glück po scenariju Katie Fforde, kjer je Ruprecht odigral privlačnega šepetalca konjem Jakea. Aprila 2015 so premierno predstavili še en televizijski film po scenariju Ffordove, in sicer Zurück ans Meer, kjer je Ruprecht ob boku Jennifer Ulrich odigral morskega biologa in pisatelja Ryana Bishopa. V sklopu projekta Rosamunde-Pilcher-Film je v filmu Schutzengel (premiera marca 2016) odigral glavno moško in naslovno osebo policista in ''angela varuha'' Davea, v vlogi njegove partnerke pa se je prestavila Suzan Anbeh. V filmski adaptaciji še enega dela Katie Fforde Mein Sohn und seine Väter (premiera oktobra 2016) je odigral novega partnerja mame samohranilke, ki je zaposlena kot prodajalka knjig v New Yorku (igrala jo je Julia Malik).
Med letoma 2017 in 2019 se je predstavil v več epizodnih vlogah v več različicah kriminalne serije SOKO na ZDF in ORF.

### Preostalo delo
Ruprecht je sodeloval tudi pri več kratkih filmih in radijskih igrah. Med drugim je leta 2007 sodeloval pri radijski igri na podlagi kriminalnega romana Tannöd avtorice Andree Marie Schenkel. Od oktobra 2015 je bil na turneji s svojim solo programom Die Geister, die ich rief, v katerem izvaja znane balade Schillerja in Goetheja. Marca 2017 je pri založbi Audio Verlag izšla zvočna knjiga Ein Monat auf dem Land po romanu J. L . Carrja in jo je prebral prav Ruprecht. Za to delo je bil Heiko Ruprecht leta 2018 nominiran za nemško nagrado za zvočno knjigo v kategoriji najboljšega govornika.

### Zasebno življenje
Heiko Ruprecht živi s partnerko in dvema hčerkama v Münchnu.

## Izbrana filmografija
- 1997: Sophie – Schlauer als die Polizei erlaubt (televizijska serija; sezona 1, epizoda 11)
- 1997: Derrick (televizijska serija, sezona 24, epizoda 5)
- 2001: Mein Bruder der Vampir
- 2005: Gozdarska hiša Falkenau (televizijska serija, sezona 15, epizoda 12)
- 2005: Oktoberfest
- 2006–2013: Die Rosenheim-Cops (televizijska serija, sezona 6, epizoda 1 in sezona 12, epizoda 14, različni vlogi)
- 2006: Stunde der Entscheidung
- 2008–2011: SOKO 5113 (televizijska serija, sezona 34, epizoda 9, sezona 34, epizoda 16 in sezona 37, epizoda 7, različne vloge)
- od 2008: Gorski zdravnik (televizijska serija; ena od glavnih vlog serije)
- 2009: SOKO Köln (televizijska serija, sezona 6, epizoda 12)
- 2010: Liebe, Babys und Familienglück (televizijski film)
- 2011: Seerosensommer (televizijski film)
- 2012: Katie Fforde: Sprung ins Glück (televizijska serija)
- 2012; 2021: Heiter bis tödlich: Morden im Norden (televizijska serija, sezona 1, epizoda 16 in sezona 7, epizoda 8)
- 2013: Alles Klara (televizijska serija, sezona 2, epizoda 7)
- 2013: Heiter bis tödlich: Hubert und Staller (televizijska serija, sezona 3, epizoda 4)
- 2013: Um Himmels Willen (televizijska serija, sezona 12, epizoda 6)
- 2015: Katie Fforde – Zurück ans Meer (televizijska serija)
- 2015: Der Alte (televizijska serija, sezona 43 epizoda 3)
- 2016: Rosamunde Pilcher – Schutzengel (televizijska serija)
- 2016: In aller Freundschaft – Die jungen Ärzte (televizijska serija, sezona 2, epizoda 23)
- 2016: Katie Fforde – Mein Sohn und seine Väter (televizijska serija)
- 2017: SOKO München (televizijska serija, sezona 42, epizoda 13)
- 2017: Die Chefin (televizijska serija, sezona 8, epizoda 3)
- 2017: Die Rosenheim-Cops (televizijska serija, sezona 17, epizoda 8)
- 2018: SOKO Kitzbühel (televizijska serija, sezona 17, epizoda 10)
- 2018: SOKO Donau (televizijska serija, sezona 14, epizoda 2)
- 2019: SOKO Wismar (televizijska serija, sezona 17, epizoda 10)
- 2020: SOKO München (televizijska serija, sezona 45, epizoda 6)
- 2020: Der Staatsanwalt (televizijska serija, sezona 15, epizoda 3)
- 2020: Ein Sommer in Andalusien (televizijska serija)
- 2020: Die Rosenheim-Cops (televizijska serija, sezona 20, epizoda 3)
- 2020: Bettys Diagnose (televizijska serija, sezona 7, epizoda 7)
- 2021: Kanzlei Berger (televizijska serija, sezona 1, epizoda 5)

## Zvočne knjige (izbor)
- 2020: Hannahs Gefühl für Glück, Fran Kimmel, USM Audio, ISBN 978-3-8032-9239-1.